# یواس‌اس کلمته (۱۸۶۵)
یواس‌اس کلمته (۱۸۶۵) (به انگلیسی: USS Klamath (1865)) یک کشتی بود که طول آن ۲۲۵ فوت (۶۹ متر) بود. این کشتی در سال ۱۸۶۵ ساخته شد.